# Zongo (Ouagadougou)
Pour les articles homonymes, voir Zongo (homonymie).
Zongo est une localité du département de Ouagadougou, dans la province de Kadiogo (région Centre) au Burkina Faso. En 2006, cette localité comptait 30 088 habitants dont 47,5 % de femmes.